# L.A. Bie
Lorentz August Bie (født 24. november 1815 i Fredericia, død 9. april 1891 i København) var en dansk officer.

## Treårskrigen
Hans forældre var oberst Lorenz Peter Bie (1773-1836) og Inger Sophie Magdalene Wedseltoft (1794-1844). Hans fader døde i 1836 som bataljonschef ved Fynske Regiment; moderen var en datter af pastor Wedseltoft i Raklev Sogn. Efter at være blevet kadet 1831 udnævntes han fra 1834 til sekondløjtnant ved 1. regiment, men kom i 1842, efter året forud at være blevet premierløjtnant, til 12. bataljon, hvormed han rykkede ud 1848. Han såredes i slaget ved Slesvig og blev kaptajn 1849. I det næste krigsår var Bie med ved Haderslev, Ejstrup, Dons og Vejle og deltog derpå i Olaf Ryes tilbagetog; året efter stod han under oberst Læssøe og deltog ved Isted i angrebet på Grydeskov, ved hvilken lejlighed han atter såredes, uden dog at melde sig fra tjenesten. Senere deltog han i rekognosceringen mod Stenten Mølle. 

## 2. Slesvigske Krig
Under krigen 1864 blev Bie major og ansattes ved 15. regiment, med hvilket han deltog i Dybbøls forsvar. I august beordredes han til Tyskland for at modtage vore hjemvendende krigsfanger, hvornæst han blev chef for 10. regiment. Efter at være blevet oberstløjtnant i 1866 og oberst i 1867, ansattes han som chef for 27. bataljon og anvendtes på grund af sin faste karakter tvende gange som lejrkommandant ved Hald. I 1879 udnævntes han til general og chef for 1. sjællandske brigade og benådedes i 1881 med Kommandørkorset af Dannebrogordenen af 1. grad. I 1883 deltog han i den første kantonnementsøvelse som chef for Østkorpset, men afgik fra Hæren i januar 1885 på grund af alder. 
Bie blev gift 30. oktober 1840 i Trinitatis Kirke i Fredericia med Caroline Elberg (12. december 1814 i Kolding - 27. oktober 1895 i Hellerup), datter af købmand Nicolaus Elberg (1782-1817) og Amalie Henriette Wesenberg (1779-1847).
Han er begravet på Garnisons Kirkegård.

## Gengivelser
Miniature ca. 1850. Blyantstegning af Oscar Carlson 1864. Xylografi af André Bork 1885. Fotografier af Jens Petersen og ukendt.